# 덱스터: 오리지널 씬
《덱스터: 오리지널 씬》(영어: Dexter: Original Sin)은 파라마운트+ 위드 쇼타임에서 2024년 12월부터 방영 예정인 미국의 범죄, 미스터리 드라마이다. 드라마 《덱스터》의 프리퀄 작품이다.

## 출연진

### 주연
- 패트릭 깁슨 - 덱스터 모건 역
  - 마이클 C. 홀 - 덱스터(내레이션)
- 크리스천 슬레이터 - 해리 모건 역
- 몰리 브라운 - 데브라 모건 역
- 크리스티나 밀리안 - 마리아 라게르타 역
- 알렉스 시미즈 - 빈스 마스카 역
- 리노 윌슨 - 보비 와트 역
- 제임스 마르티네스 - 앙헬 바티스타 역
- 패트릭 뎀프시 - 에런 스펜서 역

### 조연
- 조 판톨리아노 - 미친개 역
- 브리트니 앨런 - 로라 모저 역
- 랜디 곤살레스 - 산토스 히메네스 역
- 에런 제닝스 - 클라크 샌더스 역
- 라켈 저스티스 - 소피아 역
- 재스퍼 루이스 - 도리스 모건 역
- 카를로 멘데스 - 엑토르 에스트라다 역
- 아이작 곤살레스 로시 - 지오 역
- 로베르토 산체스 - 토니 페러 역
- 어맨다 브룩스 - 베카 스펜서 역

### 단역
- 세라 미셸 겔러 - 태니아 마틴 역